# Арпи (језеро)
Језеро Арпи или Арпи лич (јерм. Արփի լիճ) је друго по величини језеро у Јерменији. Налази се у северозападном делу јерменског марза Ширак, у близини тромеђе са Турском и Грузијом.
Језеро лежи на надморској висини од 2.023 метра, а из њега отиче река Ахурјан. Запремина језера је око 100 милиона м³, а површина око 22 км². У периоду 1946—51. вршени су радови којима је површина језера проширена на данашњу (са ранија 4,5 км²).
Његове воде се користе за наводњавање, узгој рибе и у производњи електричне енергије. Језеро се храни топљењем снега а у њега утичу и четири мања водотока, док је највећа отока река Ахурјан.
Клима око језера је континентална. Просечне јануарске температуре су око -13°, јулске око +13 °C, а број сунчаних сати годишње је око 2.400.
Захваљујући великом богатству биљног и животињског света, подручје језера Арпи је према начелима Рамсарске конвенције заштићено природно добро у чијој околини живи преко 100 различитих врста птица (бела рода, црна рода, дивља патка, златокрила утва, далматински пеликан). Од 16. априла 2009. подручје око језера Арпи је део Националног парка језера Арпи.